# Club de Yates Corintio de Chicago
El Club de Yates Corintio de Chicago (Chicago Corinthian Yacht Club en idioma inglés y oficialmente) es un club náutico ubicado en Chicago, Illinois (Estados Unidos). 
Su nombre incluye el término "Corintio", al igual que sucede con muchos otros clubes estadounidenses, debido a que se denomina así a la navegación de recreo amateur como reminiscencia de los Juegos Ístmicos que se celebraban en el istmo de Corinto.

## Historia
Fue fundado en 1934, cuando la goleta "Gaviota", que se construyó para Franklin D. Roosevelt, llegó a Chicago y en vez de amarrar en el congestionado Montrose Harbor, fue enviada a Belmont Harbor, donde había mucho espacio. Allí se comenzó a construir el nuevo club.
En 1945 organizó el Campeonato Mundial de Snipe.
Es la sede de las siguientes históricas flotas:
- Flota número 4 de Lightning.
- Flota número 12 de Rhodes 19.
- Flota número 86 de Snipe

Además, tiene flotas activas de Vanguard 15, Laser, Tartan Ten, Vipers, Farr 40 y J-70. 